# Betty Fibichová
Betty Fibichová, rozená Barbora Hanušová (16. března 1846 Jilemnice – 20. května 1901 Praha) byla česká operní zpěvačka (alt).

## Životopis
Altistka, dívčím jménem Barbora Hanušová, se v roce 1875 provdala za skladatele Zdeňka Fibicha. Pěvecky se školila u A. Appé a krátce působila u německých divadel v Karlových Varech a Olomouci. Roku 1868 debutovala v Prozatímním divadle jako Abatyše v Bendlově Lejle a brzy se stala hvězdou souboru jak Prozatímního divadla, tak později Národního divadla. Do historie české opery se nesmazatelně zapsala tím, že právě její hlas poprvé zazněl v prostoru Národního divadla při slavnostní premiéře Smetanovy Libuše (11. červen 1881), když jako Radmila oslovila Libuši. Premiérovala i v dalších rolích Smetanových oper - jako Panna Róza v Tajemství a jako Záviš v opeře Čertově stěně. Pro její hlas Fibich komponoval altové role, Elišku v Bukovínu a Perchtu v Blaníku. Také Antonín Dvořák pro ni vytvořil hlasový part Homeny ve Vandě. Měla mohutný hlas velkého rozsahu a patetický projev, což znamenitě odpovídalo např. Donně Isabelle z Fibichovy Nevěsty messinské, která patřila k jejím nejlepším kreacím (1884).
Na scéně Národního divadla se objevila jako stálý člen souboru opery naposledy 30. listopadu 1890 v roli Klíčnice v Dvořákově opeře Jakobín. V lednu 1891 opustila operní scénu.
Zemřela 20. května 1901 a svého manžela Zdeňka Fibicha tak přežila pouze o několik měsíců. Jsou pochováni spolu na Vyšehradském hřbitově v Praze, v hrobce s pomníkem navrženým Josefem Fantou.